# Defawasi
Defawasi (Defa Uassi, Defa-Uassi, Defauassi, Defawase) ist ein osttimoresischer Suco im Verwaltungsamt Baguia (Gemeinde Baucau).

## Geographie
Defawasi hat eine Fläche von 19,05 km² und teilt sich in die vier Aldeias Defawasi, Lari-Bere, Sae-Meta und Uarou. Der Suco liegt im Norden des Verwaltungsamts Baguia. Westlich liegen die Sucos Lavateri und Samalari, südlich die Sucos Alawa Leten, Alawa Craik und Larisula und östlich der Suco Uacala. Im Norden grenzt Defawai an das Verwaltungsamt Laga mit seinem Suco Atelari. Im Nordosten von Defawasi entspringt der Fluss Danahoe, der nach Samalari fließt. Aus Uacala kommend folgt der Mauai der Grenze zu Larisula. Beides sind Quellflüsse des Irebere.
Nah der Grenze zu Lavateri führt die Überlandstraße, die die Orte Baucau und Baguia miteinander verbindet. An ihr liegt das Dorf Buau. Östlich des Ortes Defawasi befinden sich die Dörfer Uarou (Uarau) und Lari-Bere (Lari Bere). Der Ort Defawasi liegt im Norden des Sucos. Im äußersten Süden befindet sich der Ort Caidauai.
Im Ort Defawasi befindet sich die Grundschule des Sucos, die Escola Primaria catolica Defa Uassi.

## Einwohner
In Defawasi leben 908 Einwohner (2022), davon sind 429 Männer und 479 Frauen. Im Suco gibt es 175 Haushalte. Etwa 90 % der Einwohner geben Makasae als ihre Muttersprache an. Die restliche Bevölkerung spricht Tetum Prasa.

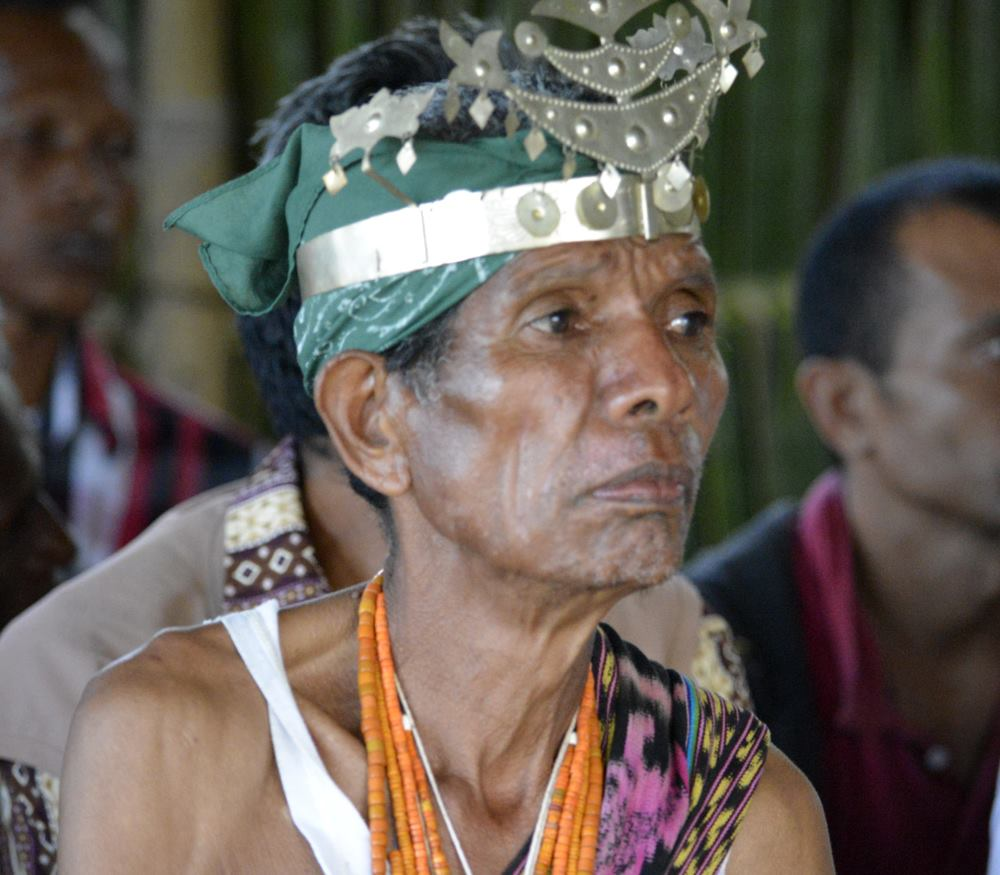
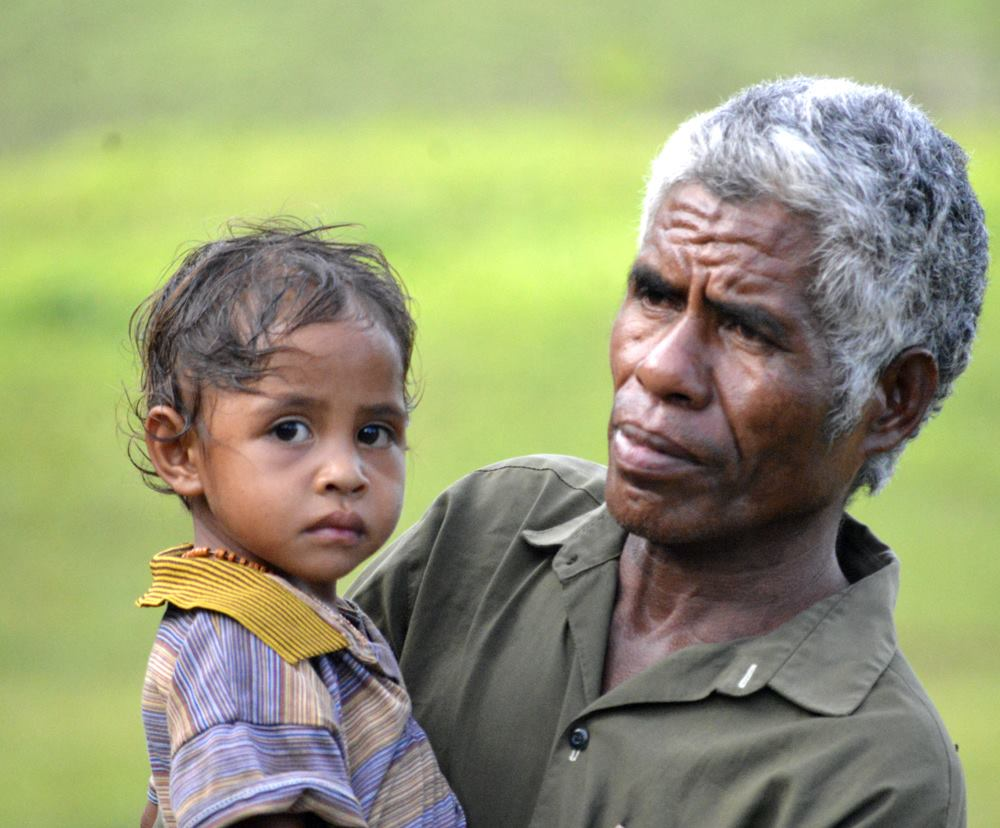
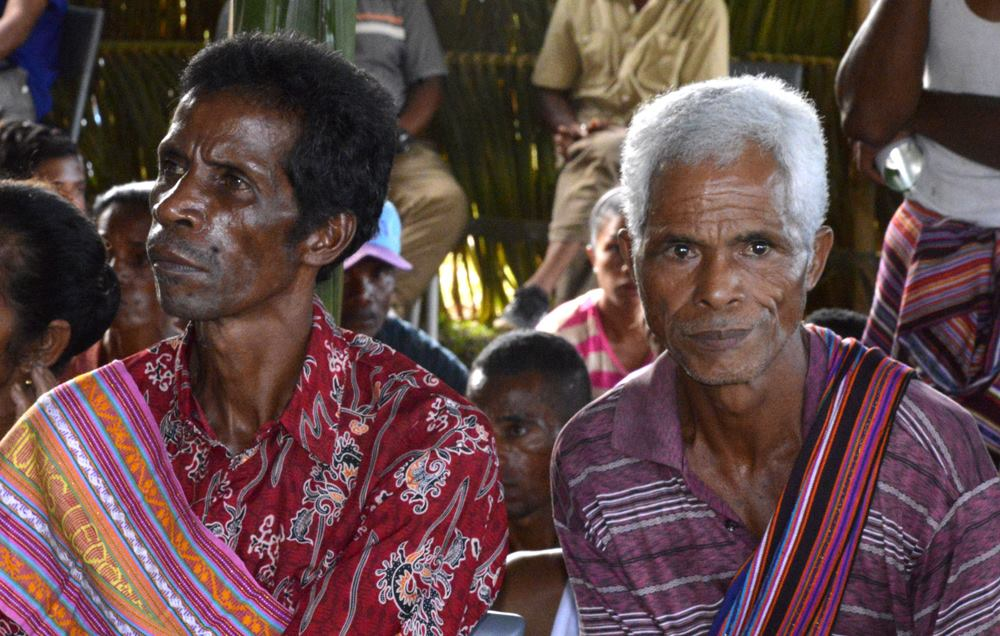

## Geschichte
Im September 1976 wurde Defawasi durch die FRETILIN aufgrund der indonesischen Invasion evakuiert. Die Zivilbevölkerung wurde zum Matebian gebracht, wo sie in Widerstandsbasen (bases de apoio) neu angesiedelt wurden. Am 22. November 1978 wurden die Basen am Matebian von den Indonesiern überrannt.

## Politik

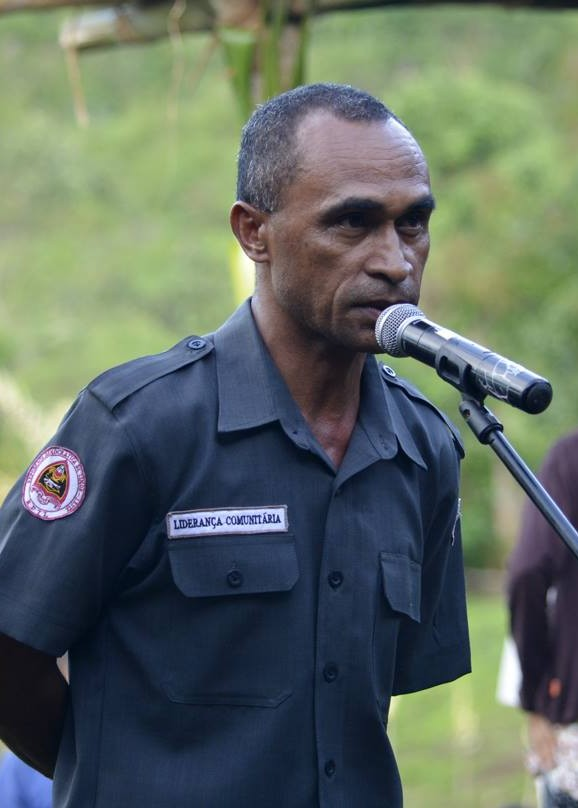
Antonio Gonjaga Guterres (2016)

Bei den Wahlen von 2004/2005 wurde Antonio Gonjaga Guterres zum Chefe de Suco gewählt und 2009 in seinem Amt bestätigt. Bei den Wahlen 2016 gewann Salustiano Ximenes Guterres und wurde 2023 in seinem Amt bestätigt.
2023 wurden als Chefe de Aldeias gewählt: Domingos Inacio Lopes (Defawasi), João Aparicio (Lari-Bere), Norberto Cardoso Fraga (Sae-Meta) und Hipolito Guterres (Uarou).

## Persönlichkeiten
- Pascásio de Rosa Alves (* 1983), Jurist